# Ahmad
Ahmad (arabisch أحمد, DMG aḥmad ‚hochgelobt‘) ist nach dem Koran (Sure 61:6) die Bezeichnung eines von Jesus von Nazaret (arabisch: ʿĪsā ibn Maryam) angekündigten Gesandten, der von islamischen Gelehrten mit dem Propheten Mohammed gleichgesetzt wurde. Auf dieser Grundlage ist Ahmad bei Muslimen ein beliebter männlicher Vorname und Familienname geworden.

## Sprachliches
Das Wort stammt aus der arabischen Wurzel h-m-d „loben“, „preisen“, nach der auch die Namen Muhammad, Hamīd und Mahmūd gebildet werden. Ahmad ist Elativ von hamīd („lobenswert“) oder mahmud („gelobt“) und ist somit mit „hochlöblich“ oder „hochgepriesen“ übersetzbar.

## Vorkommen im Koran
Die entscheidende Stelle ist Sure 61:7

„Als Jesus, der Sohn Marias sprach: ‚Ihr Kinder Israel, siehe, ich bin von Gott zu euch entsandt, um zu bestätigen, was vom Gesetz schon vor mir war, und einen Gesandten anzukündigen, der nach mir kommt und dessen Name Ahmad ist (wa-smu-hū aḥmad)‘“

Unklar ist, ob aḥmad hier als Name, Aḥmad, oder als Adjektiv, „hochlöblich“, zu verstehen ist. William Montgomery Watt hat auf die Seltenheit dieses Namens zur Zeit Mohammeds hingewiesen. Im vorislamischen Arabisch erscheint das Wort lediglich als Bestandteil zusammengesetzter Gottesprädikationen. Deswegen wird in vielen Koranübersetzungen einem adjektivischen Verständnis der Vorzug gegeben. Rudi Paret übersetzt zum Beispiel die fragliche Passage mit: „und einen Gesandten mit einem hochlöblichen Namen zu verkünden“. Belege für die Verwendung als Eigenname bei Muslimen finden sich mehrfach erst nach 740.

## Die Identifikation mit dem Parakleten
In späteren Jahrhunderten stellten muslimische Exegeten, so zum Beispiel Muqātil ibn Sulaimān und Ibn Ishāq (beide 767 gestorben), eine Verbindung zwischen Sure 61:6 und dem im Neuen Testament Joh 14,26 , Joh 15,26 , Joh 16,7  angekündigten Parakleten (griechisch parakletos, syrisch menaḥḥemānā, arabisch al-fāraqlīṭ; deutsch z. B. als „Beistand“ übersetzbar) her. Auch andere biblische Passagen, die in arabischer Übersetzung Derivate von h-m-d enthalten, wurden in diesem Sinne gedeutet. Die Identifikation von Muhammad und dem im NT verkündeten Parakleten diente den Muslimen als Argument dafür, dass die koranische Aussage über Jesus stimmte und dieser das Kommen Mohammeds bereits vorhergesagt hatte.
Setzt man die ab ca. 772 n. Chr. mehrfach belegte Identifikation von Muhammad und Paraklet voraus, zeigt sich, dass Ahmad ab dieser Zeit als Synonym für Mohammed betrachtet wurde. So tradiert es explizit z. B. bereits Wahb ibn Munabbih († 728): der Name des Propheten sei Aḥmad und Muḥammad.

## Namensträger

### Vorname
- Ahmad (Brunei) († 1425), Sultan von Brunei
- Ahmad ibn ʿAbd ar-Razzāq ad-Duwaisch, islamischer Theologe und Rechtsgelehrter
- Ahmad ibn ʿAbdallāh, neunter Imam gemäß der historiografischen Überlieferung der ismailitischen Schia
- Ahmad ibn ʿAdschība (1747–1809), marokkanischer Sufi, Dichter und Gelehrter
- Ahmad ibn Chābit, muʿtazilitischer Theologe
- Ahmad ibn Hanbal, islamischer Rechtsgelehrter in Bagdad (780–855)
- Ahmad ibn Munim, arabischer Mathematiker
- Ahmad ibn Said, Imam des Oman und Begründer der Said-Dynastie (1746–1783)
- Ahmad ibn Tulun, Herrscher der Tuluniden in Ägypten (868–884)
- Ahmad ibn Yahya, König des Jemen (1948–1962)
- Ahmad al-Ahsā'ī (1753–1826), Gründer des Schaichismus
- Ahmed al-Araj, Scheich der Saadier in Marokko (1517–1544)
- Ahmad I. al-Husain, Bey der Husainiden in Tunesien (1805–1855)
- Ahmad I. al-Muqtadir († 1082), Taifa von Saragossa
- Ahmad al-Badawī († 1276), Sufi-Heiliger
- Ahmad al-Dschabir as-Sabah, Emir von Kuwait (1921–1950)
- Ahmad al-Mansur, Sultan der Saadier in Marokko (1578–1603)
- Ahmad II. al-Musta'in († 1110), Taifa von Saragossa
- Ahmad asch-Scharif (1873–1933), Anführer des libyschen Sanussiya-Ordens
- Ahmad Amin (* 1994 oder 1995), deutschsprachiger Rapper
- Ahmad Bābā (1556–1627), westafrikanischer Schriftsteller
- Ahmad Dhani (* 1972), indonesischer Musiker
- Ahmad Fanakati († 1282), Finanzminister Kubilai Khans
- Ahmad Jamal (1930–2023), US-amerikanischer Jazz-Pianist, -Komponist und Arrangeur
- Ahmad Joudeh (* 1990), niederländischer Balletttänzer und Choreograf
- Ahmad Koroh (1925–1978), malaysischer Yang di-Pertua Negeri Sabah (zeremonielles Staatsoberhaupt von Sabah)
- Ahmad Muazzam Shah (1836–1914), Sultan von Pahang
- Ahmad Raffae (1907–1995), malaysischer Yang di-Pertua Negeri Sabah (zeremonielles Staatsoberhaupt von Sabah)
- Ahmad Tejan Kabbah (1932–2014), sierra-leonischer Politiker und Staatspräsident
- Ahmad Wali Karzai (1961–2011), afghanischer Politiker
- Ahmad Zia Massoud (* 1956), afghanischer Politiker
- Ahmad Schah Massoud (1953–2001), afghanischer Nationalheld
- Achmad Mochtar (1882–1945), indonesischer Molekularbiologe
- Ahmad Nazif (* 1952), ägyptischer Politiker
- Ahmad Sandschar († 1157), Seldschuken-Sultan
- Ahmad Schafiq (* 1941), ägyptischer Politiker
- Ahmad ibn Sumait (1861–1925), arabisch-islamischer Gelehrter
- Ahmad ibn Yusuf (vor 839 bis 912/913), arabischer Mathematiker
- Ahmad (Rapper) (* 1975), US-amerikanischer Rapper

### Familienname
- Abbas Ahmad, ägyptischer Ringer
- Abdullah Ismail Ahmad (1937–2000), kurdisch-irakischer Politiker
- Abu Ibrahim Ahmad († 863), Emir der Aghlabiden
- Abu l-Abbas Ahmad (Meriniden) (Abū l-ʿAbbās Ahmad al-Mustansir; † 1393), Sultan der Meriniden in Marokko
- Abu l-Abbas Ahmad (Wattasiden) (Abū l-ʿAbbās Ahmad; † 1549), Sultan der Wattasiden in Marokko
- Abu l-Abbas Ahmad II. († 1394), Kalif der Hafsiden in Ifriqiya
- Abū l-ʿAbbās Ahmad al-Hākim bi-amr Allāh († 1302), Kalif der Abbasiden in Kairo, siehe al-Hākim I.
- Aeham Ahmad (* 1988), palästinensisch-syrischer Pianist
- Ahmad al-Ahmad (* 1996), syrischer Fußballspieler
- Ahmad Ahmad El-Amawy (* 1932), ägyptischer Politiker
- Aijaz Ahmad (1941–2022), pakistanischer Literaturwissenschaftler
- Ajib Ahmad (1947–2011), malaysischer Politiker
- Al-Chalīl ibn Ahmad, Sprachwissenschaftler
- Ali Ahmad (Politiker) (1930–1977), malaysischer Politiker
- Ali Ahmad (Schiedsrichter) (* 1981), syrischer Schiedsrichterassistent
- Arwa bint Ahmad (1050–1138), Königin der Sulaihiden
- Ateeq Ahmad (* 1962), indischer Politiker (SP)
- Azzam al-Ahmad (* 1948), palästinensischer Politiker (Fatah)
- Baldin Ahmad (* 1954), kurdischer Maler und Künstler
- Bashir Ahmad (Hockeyspieler) (* 1934), pakistanischer Hockeyspieler
- Bashir Ahmad (Politiker) (1940–2009), schottischer Politiker
- Bashir Ahmad (Musiker) (* 1940), bangladeschischer Musiker
- Bashir Ahmad (Leichtathlet) (* 1967), pakistanischer Hürdenläufer und Sprinter
- Bashir Ahmad (Fußballspieler) (* 1970), pakistanischer Fußballspieler
- Che Sambil Ahmad (* 1974), malaysischer Fußballspieler
- Darin Ahmad (* 1979), syrische Künstlerin, Dichterin und Schriftstellerin
- Daud Ahmad (* 1968), indischer Politiker (BSP)
- Dschalāl Āl-e Ahmad (1923–1969), iranischer Schriftsteller, Übersetzer
- Eqbal Ahmad († 1999), pakistanischer Politologe und Schriftsteller
- Evin Ahmad (* 1990), schwedische Schauspielerin und Schriftstellerin
- Faiz Ahmad (1946–1986), afghanischer Politiker, Gründer der maoistischen Afghanistan Liberation Organization
- Fandi Ahmad (* 1962), singapurischer Fußballspieler
- Fareed Ahmad (Hockeyspieler) (* 1989),  pakistanischer Hockeyspieler
- Fareed Ahmad (Cricketspieler) (* 1994),  afghanischer Cricketspieler
- Fawaz al-Ahmad (* 1969), kuwaitischer Fußballspieler
- Fāyzaẗ Ahmad (1934–1983), ägyptische Sängerin und Schauspielerin, siehe Fayza Ahmed
- Ghyasuddin Ahmad (* 1901), indischer Politiker (Congress)
- Hafiz Ahmad (* 1998), singapurischer Fußballspieler
- Husin Ahmad (* 1944), bruneiischer Militär und Diplomat
- Ibrahim Ahmad (* 1961), katarischer Fußballspieler
- Imran Ahmad (* 1974), malaysischer Fußballspieler
- Imteyaz Ahmad (* 1912), indischer Politiker (Congress)
- Ishtiaq Ahmad (Schriftsteller) († 2015), pakistanischer Schriftsteller
- Jaafar bin Ahmad, malaiischer Zentralbankgouverneur in Namibia und Luftfahrtmanager
- Jamil Ahmad (1931–2014), pakistanischer Autor
- Jasem Ahmad (* 1984), kuwaitischer Fußballschiedsrichter
- Joe Ahmad (* 1942), britischer Hockeyspieler
- Kajal Ahmad (* 1967), irakisch-kurdische Autorin
- Khondakar Mostaq Ahmad (* 1918 oder 1919; † 1996), bangladeschischer Politiker
- Khurshid Ahmad (1932–2025), pakistanischer muslimischer missionarischer und politischer Aktivist und Ökonom
- Mahmud Ahmad, General im Sudan
- Maqsood Ahmad (* 1976), pakistanischer Sprinter
- Mirza Baschir ud-Din Mahmud Ahmad (1889–1965), Khalifat ul-Massih II.
- Mirza Ghulam Ahmad (1835–1908), Gründer der Ahmadiyya
- Mirza Masroor Ahmad (* 1950), Khalifat ul-Massih V., Oberhaupt der Ahmadiyya Muslim Jamaat
- Mirza Nasir Ahmad (1909–1982), Khalifat ul-Massih III.
- Mirza Tahir Ahmad (1928–2003), Khalifat ul-Massih IV.
- Mohammad al-Ahmad (* 1994), syrischer Fußballspieler
- Mohammad Asrar Ahmad (* 1908), indischer Politiker (Congress)
- Mohd Hamsani Ahmad (* 1976), malaysischer Fußballspieler
- Mohd Muslim Ahmad (* 1989), malaysischer Fußballspieler
- Moustafa Ahmad (* 1933), ägyptischer Gewichtheber
- Muhammad Ahmad (auch Der Mahdi; 1844–1885), sudanischer Aufständischer
- Muhammad Amin Muhammad Ahmad (* 1936), kurdischer Politiker
- Muhammad Isa Ahmad (* 1998), bruneiischer Schwimmer
- Al-Mukarram Ahmad, Sohn des Dynastie-Begründers der Sulayhiden, Alī bin Muḥammad al-Ṣulayḥī
- Musa Ahmad (* 1997), niederländischer Cricketspieler
- Mustafa Ahmad Abdul-Meer (* 1989), irakischer Fußballspieler
- Nasir Ahmad (Hockeyspieler) (1932–1993), pakistanischer Feldhockeyspieler
- Nisar Ahmad (* 2002), indischer Sprinter
- Noor Ahmad (* 2005), afghanischer Cricketspieler
- Omair Ahmad (* 1974), indischer Politikberater, Journalist und Schriftsteller
- Osamah Ahmed Al Sanosi Ahmad (* 1944), saudi-arabischer Diplomat
- Qazi Hussain Ahmad (1938–2013), politischer und religiöser Führer in Pakistan
- Ramli Ahmad (1956–2002), malaysischer Sprinter
- Rana Ahmad (* 1985), Frauenrechtlerin, Atheistin und Ex-Muslimin
- Roshak Ahmad (* 1986), syrische Online-Journalistin und Dokumentarfilmerin
- Rukhsana Ahmad (* 1948), pakistanisch-britische Literaturwissenschaftlerin und Schriftstellerin
- Saad al-Ahmad (* 1989), syrischer Fußballspieler
- Saghir Ahmad (* 1982), pakistanischer Leichtathlet
- Said Ahmad (1920–2007), usbekischer sowjetischer Schriftsteller und Dramatiker
- Said ibn Ahmad († 1811), Imam von Oman
- Salman Ahmad (* 1963), pakistanisch-amerikanischer Rock-Gitarrist
- Sardar Ahmad († 2014), afghanischer Journalist
- Sardar Schir Ahmad (* 1885), afghanischer Diplomat und Politiker
- Sarfaraz Ahmad (* 1954), indischer Politiker (Congress)
- Saya Ahmad (* 1984), österreichische Politikerin (SPÖ)
- Sayed Ahmad (* 1995), Schauspieler
- Shahnon Ahmad (1933–2017), malaysischer Schriftsteller
- Shakeel Ahmad (* 1956), indischer Politiker (INC)
- Shariz Ahmad (* 2003), niederländischer Cricketspieler
- Sheikh Nasir Ahmad († 2000), Imam der Ahmadiyya Jamaat
- Sheikh Rasheed Ahmad (* 1950), pakistanischer Politiker und Führer der Awami Muslim League
- Sultanuddin Ahmad (1902–1977), pakistanischer Diplomat
- Syafiq Ahmad (* 1995), malaysischer Fußballspieler
- Tajuddin Ahmad (1925–1975), bangladeschischer Staatsmann
- Tariq Ahmad, Baron Ahmad of Wimbledon (* 1968), britischer Geschäftsmann und Politiker (Conservative Party)
- Tontowi Ahmad (* 1987), indonesischer Badmintonspieler
- Waseem Ahmad (* 1977), pakistanischer Hockeyspieler
- Yahya Ahmad (* 1954), malaysischer Radrennfahrer
- Yasmin Ahmad (1958–2009), malaysische Filmregisseurin
- Zahra Mohamed Ahmad (* 1952), somalische Anwältin und Frauenrechtlerin

### Kalifen der Ahmadiyya
- Mirza Baschir ud-Din Mahmud Ahmad (1889–1965), Khalifat ul-Massih II.
- Mirza Nasir Ahmad (1909–1982), Khalifat ul-Massih III.
- Mirza Tahir Ahmad (1928–2003), Khalifat ul-Massih IV.
- Mirza Masroor Ahmad (* 1950), Khalifat ul-Massih V.

### Sonstige
- Shaykh Ahmad († 1505 oder 1528), letzter Khan der Großen Horde in der südlichen Wolgaregion
- Sultan ibn Ahmad († 1804), Sayyid von Maskat
- Al-Mu'ayyad Ahmad III., ägyptischer Sultan der Mamluken
- Al-Muzaffar Ahmad II. (1419–1430), Sultan der Mamluken in Ägypten

## Varianten
Ahmed, Ahmet (türkisch), Achmed, Achmet.